# Лапин, Григорий Александрович
Григорий Александрович Лапин (род. 12 августа 1987) — российский игрок в хоккей с мячом, вратарь хоккейного клуба «СКА-Нефтяник», мастер спорта России.

## Карьера

### Клубная
Изначально занимался хоккеем с шайбой, играя на позиции вратаря. В связи с отсутствием в Архангельске команды мастеров по данному виду спорта, продолжил свою подготовку в детских командах Череповца и Ярославля, имеющие команды Суперлиги. После возвращения в Архангельск стал заниматься хоккеем с мячом на детско-юношеском уровне в школе «Водника», где подготовкой игрока начал заниматься В. В. Меньшиков.
В «Воднике» с сезона 2005/06. Свою первую игру за команду мастеров в чемпионате России провёл 18 января 2007 года в матче с сыктывкарским «Строителем» (9:0) в сезоне 2006/07.
В 2014 году перешёл в московское «Динамо», с которым в сезоне 2014/15 стал серебряным призёром чемпионата России, в следующем сезоне — бронзовым призёром.
В сезоне 2016/17 был игроком шведского клуба «Транос», выступающего во втором по силе дивизионе шведского клубного хоккея с мячом — лиге Аллсвенскан.
С 2017 по 2023 год — в составе иркутской «Байкал-Энергии».
Перед сезоном 2023/24 переходит в хабаровский «СКА-Нефтяник».

### Сборная России
В сборной России с 2011 по 2012 год. Принял участие в 3-х матчах на чемпионате мира 2012 года в Алматы, где российская сборная стала вице-чемпионом.

## Достижения
«Водник»
- Финалист «Kosa Euro Cup»: 2010
- Чемпион России среди юниоров: 2006
- Серебряный призёр первенства России среди старших юношей: 2005
- Бронзовый призер всероссийских соревнований «Плетёный мяч»: 2001

«Динамо» (Москва)
- Серебряный призёр чемпионата России: 2014/15
- Бронзовый призёр чемпионата России: 2015/16
- Победитель Кубка чемпионов Эдсбюна: 2015[13]
- Финалист Кубка чемпионов Эдсбюна: 2014[14]

«Байкал-Энергия»
- Бронзовый призёр чемпионата России: 2017/18
- Финалист Кубка губернатора Хабаровского края: 2019

«СКА-Нефтяник»
- Бронзовый призёр чемпионата России: 2024/25
- Финалист Суперкубка России: 2024

Сборная России
- Серебряный призёр чемпионата мира: 2012
- Победитель Международного турнира на призы Правительства России: 2012
- Победитель Кубка Акима Алматы: 2011
- Бронзовый призёр Международного турнира на призы Правительства России: 2010 (в составе молодёжной сборной России)

### Комментарии
1. ↑  Количество игр и пропущенных мячей за клуб(ы) в высшем дивизионе чемпионатов России
2. ↑  Результативные передачи